# BodyRockers
BodyRockers was een Australisch producersduo, bestaande uit de Britse zanger en gitarist Dylan Burns en de Australische dj Kaz James. Het is vooral bekend van de hit I like the way.

## Biografie
BodyRockers werd in 2004 gevormd toen Dylan Burns uit Kantelberg en Kaz James uit Melbourne elkaar in Australië ontmoetten. Burns toerde op dat moment door Australië met het duo Coloursound dat hij samen met Stretch Silvester vormde. Tijdens een jamsessie waarin Burns zong en gitaar speelde en James er platen doorheen mixte, bleek dat ze prettig konden samenwerken. De twee gingen samen en toeren en in die periode schreef Burns het nummer I like the way. Het nummer werd enthousiast ontvangen door onder andere Erick Morillo (van Reel 2 Real) en Pete Tong die het meteen gingen draaien. I like the way you move werd snel bekender en in april 2005 kwam het op nummer 3 binnen in de Britse UK Singles Chart. Het bleef in totaal 40 weken in die hitlijst staan. In Australië haalt het nummer de top 20 en in Vlaanderen blijft het op #33 steken.
Datzelfde jaar maken BodyRockers een wereldtoer door onder meer de Verenigde Staten, Australië, Rusland, Frankrijk, Spanje, Duitsland en Dubai. Ook verschijnt het album BodyRockers en de daarvan afkomstige single Round and round die alleen in Australië wordt uitgebracht. Dat nummer was echter niet zo succesvol als I like the way, dat inmiddels veel in reclames werd gebruikt. Tijdens het Wereldkampioenschap voetbal 2006 werd het I like the way in een commercial voor autofabrikant Hyundai gebruikt, waardoor het nummer opnieuw onder de aandacht kwam. Hierdoor kwam I like the way in augustus 2006 in de Nederlandse Top 40, waar het een week op #39 en een week op #38 stond. In diezelfde tijd werd het ook gebruikt als thema in de Amerikaanse televisieshow America's Got Talent.

## Bezetting
- Dylan Burns
- Kaz James

## Discografie

### Singles
| Single met eventuele hitnotering(en) in de Nederlandse Top 40 | Datum van verschijnen | Datum van binnenkomst | Hoogste positie | Aantal weken | Opmerkingen             |
| ------------------------------------------------------------- | --------------------- | --------------------- | --------------- | ------------ | ----------------------- |
| I like the way                                                |                       | 19-8-2006             | 38              | 2            | Dancesmash op Radio 538 |

| Single met hitnotering(en) in de Vlaamse Ultratop 50 | Datum van verschijnen | Datum van binnenkomst | Hoogste positie | Aantal weken | Opmerkingen |
| ---------------------------------------------------- | --------------------- | --------------------- | --------------- | ------------ | ----------- |
| I like the way                                       |                       | 14-5-2005             | 33              | 5            |             |